# Concha Jerez
Concha Jerez   (Las Palmas de Gran Canaria i Las Palmas, 1941) és una artista mutidisciplinar canària, pionera en l'art conceptual. Un dels eixos centrals del seu treball és l'anàlisi crític dels mitjans de comunicació.

## Trajectòria
La seva formació inclou una vessant artística, com a música, i també social, ja que es graduà en ciències polítiques. La seva activitat artística comprèn la realització d'instal·lacions que conceben l'espai com a entorn i l'espectador com a receptor, tot explorant temes com la identitat de l'ésser humà i els seus vincles socials.
El 1997 presentà La fosca del mirall a les sales de Can Palauet, a Mataró. L'any 1998 realitzà el projecte La mirada del testigo. El acecho del guardián, amb José Iges, a la Sala Amarika i al Museo de Bellas Artes d'Àlaba, a Vitòria.
L'any 2015 Concha Jerez va obtenir el Premi Nacional d'Arts Plàstiques que concedeix el Ministeri de Cultura, per "la seva dimensió pionera en l'ús de tecnologies" i pel seu paper en l'art conceptual espanyol.